# 96-я гвардейская стрелковая дивизия
96-я гвардейская стрелковая дивизия — соединение сухопутных войск Вооружённых Сил СССР в период Великой Отечественной войны.
Полное действительное наименование — 96-я гвардейская стрелковая Иловайская ордена Ленина Краснознамённая ордена Суворова дивизия

## История
Сформирована 4 мая 1943 года путём преобразования за боевые заслуги из 258-й стрелковой дивизии (2-го формирования)
 в  96-ю гвардейскую стрелковую дивизию. В состав дивизии вошли 291-й, 293-й, 295-й гв. сп, 234-й гв. ап.

### Боевой путь

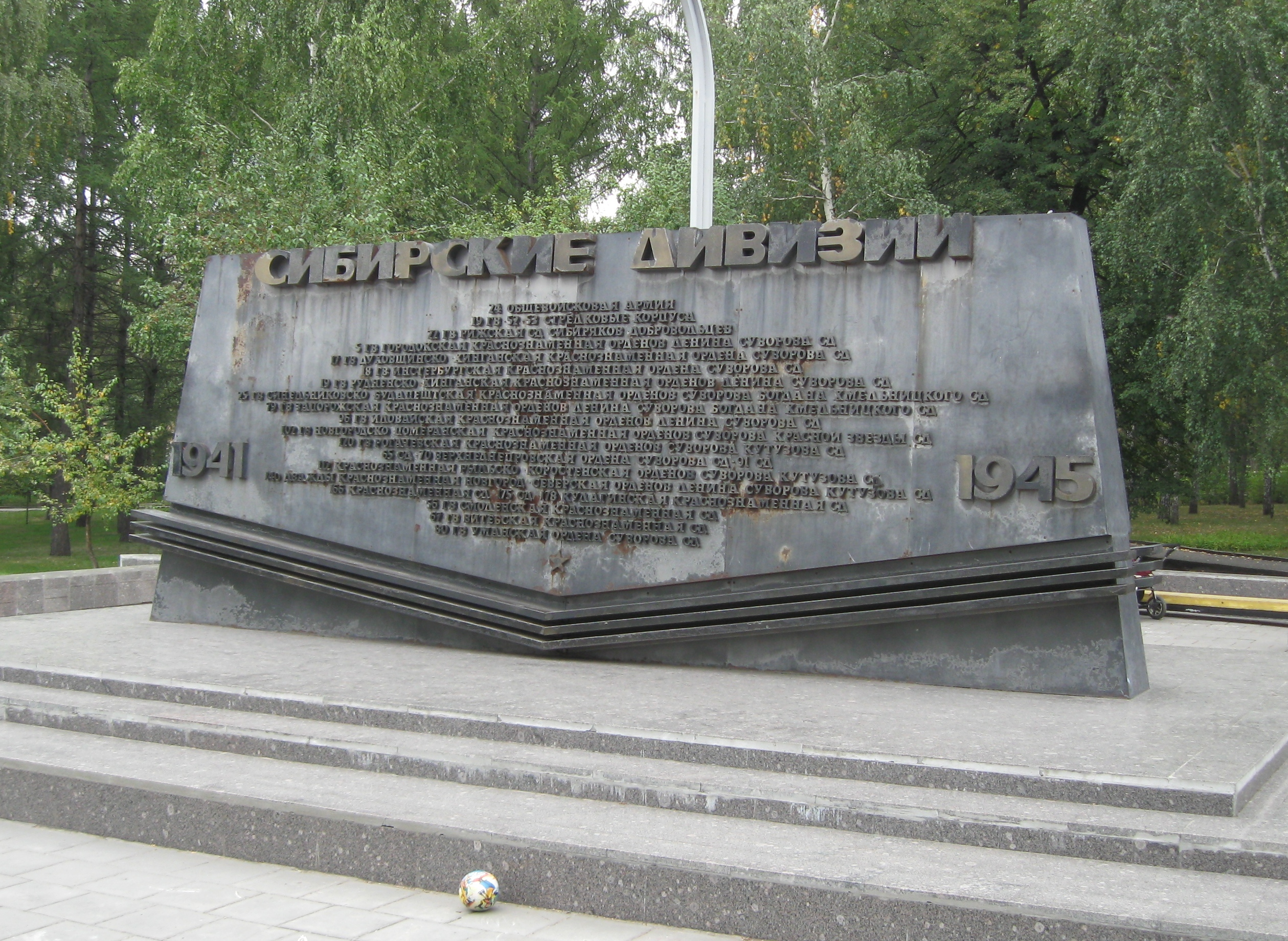
96-я гвардейская стрелковая дивизия
на Монументе Славы в Новосибирске

В ходе боёв за Донбасс дивизия во взаимодействии с другими соединениями 2-й гвардейской и 5-й ударной армий 4 сентября 1943 года освободила г. Иловайск, за что 8 сентября 1943 года получила почётное наименование «Иловайской».
Успешно действует дивизия в Мелитопольской наступательной операции 1944 года и в боях по разгрому противника на Никопольском плацдарме.
9 февраля 1944 г. части дивизии в трудных зимних условиях форсировали реку Днепр в районе Сергеевка, Михайловка (35 км западнее г. Верхний Рогачик), очистили от противника левый берег реки и после трёхдневных боёв захватили плацдарм на правом берегу. Гвардейцы 295-го гв. сп обеспечивали возможность другим частям дивизии переправиться через реку.
28 марта 1944 года части дивизии участвуют в освобождении Николаева и форсировании реки Южный Буг.
4 июня 1944 г. дивизия освободила Ельцы и, развивая наступление, глубоко вклинилась в оборону противника, вышла в тыл вражеской группировки возле Зеленковичей. Преследуя противника, гвардейцы 27 июня с ходу форсировали р. Птичь и освободили г. Глуск. Ожесточённые бои продолжались несколько дней.
В дальнейшем дивизия в составе 28-й армии 1-го Белорусского фронта, в которой действовала до конца войны, участвует в Белорусской наступательной операции. Прорвав сильно укреплённую оборону врага южнее Бобруйска, полки дивизии форсировали р. Птичь и во взаимодействии с 50-й гв. сд, соединениями КМГ и партизанами 30 июня овладели г. Слуцк.
2 июля 1944 года за успешное осуществление прорыва вражеской обороны на бобруйском направлении дивизия награждается орденом Красного Знамени.
В последующем она отличилась в боях по освобождению Минска, за что 23 июля 1944 года удостоена ордена Ленина.
Развивая наступление в общем направлении на Брест, дивизия 16 июля участвует в освобождении г. Пружаны, 31 июля форсирует реку Западный Буг в районе Мельник, Рыбно, Гульчево (50 км северо-западнее Бреста) и ведёт боевые действия за освобождение Польши.
В октябре 1944 года вместе с другими соединениями 28-й армии дивизия перегруппирована в полосу 3-го Белорусского фронта в район г. Эйдткунен.
В конце октября дивизия участвует в боях по завершению прорыва приграничной полосы укреплений Германии в Восточной Пруссии и 25 октября 1944 года овладела г. Шталлупенен (Нестеров).
Опыт трёхлетних боёв личный состав дивизии умело использовал в ходе Восточно-Прусской операции. Уничтожая или обходя мощные опорные пункты и узлы сопротивления противника, дивизия вместе с 54-й сд в 1-й день наступления достигла наибольшего в армии успеха, прорвав оборону противника на глубину до 7 км. В последующем её отважные воины продолжали вести активные боевые действия и в конце января 1945 года форсировали реку Алле, захватили на ней плацдарм и 10 февраля во взаимодействии 55-й гв. сд овладели г. Прейсиш-Эйлау (Багратионовск).
26 апреля 1945 года за мужество и отвагу, проявленные личным составом при ликвидации группировки противника, окружённого юго-западнее Кёнигсберга, дивизия награждена орденом Суворова 2-й степени.
Отвагу и героизм проявили воины дивизии в Берлинской наступательной операции.
Боевые действия в Великой Отечественной войне дивизия закончила на территории Чехословакии в районе Старо-Болеслав.
Расформирована в 1947 году в БелВО.

## Командование
- Дивизией командовали:
- Левин, Семён Самуилович (04.05.1943 - 17.02.1944), полковник
- Кузнецов, Сергей Николаевич (18.02.1944 - ??.03.1947), генерал-майор
- 291-й гв. сп:
- Танцюра Антон Исаакович (04.05.1943 - 19.07.1943), ранен
- Коновалов Гавриил Матвеевич (31.07.1943 - 20.08.1943)
- Гладков Николай Константинович (22.08.1943 - 08.12.1943), ранен
- Дейкин Михаил Никифорович (09.01.1944 - 25.03.1944), ранен
- Томаров Василий Трофимович (19.03.1944 - 19.08.1944)
- Усачёв Игнатий Акимович (с 31.08.1944)
- Гаврилин Павел Георгиевич (02.12.1944 - 08.09.1945)
- 293 гв. сп:(до 04.05.1943 был 991 сп 258 сд (2ф))
- Пономарёв Яков Павлович (04.05.1943 - 05.06.1943)
- Свиридов Александр Андреевич (с 05.06.1943)
- 295 гв. сп:
- Волошин Андрей Максимович (04.05.1943 - 31.07.1946)
- Синенко Пантелей Иванович (с 27.03.1946)
- Балясов Михаил Васильевич (с 22.06.1946)

### Состав
- 291-й гвардейский стрелковый Краснознамённый полк;
- 293-й гвардейский стрелковый Краснознамённый ордена Суворова полк;
- 295-й гвардейский стрелковый Гумбиненский Краснознамённый полк;
- 234-й гвардейский артиллерийский полк;
- 102-й отдельный гвардейский самоходно-артиллерийский дивизион (102-й отдельный гвардейский истребительно-противотанковый дивизион);
- 96-я отдельная гвардейская разведывательная рота;
- 111-й отдельный гвардейский сапёрный батальон;
- 92-й отдельный гвардейский батальон связи (24-я отдельная гвардейская рота связи);
- 474-я (100-й) отдельный медико-санитарный батальон;
- 99-я отдельная гвардейская рота химической защиты;
- 751-я (101-я) автотранспортная рота;
- 602-я (97-я) полевая хлебопекарня;
- 558-й (98-й) дивизионный ветеринарный лазарет;
- 1601-я полевая почтовая станция;
- 1687-я полевая касса Госбанка[1].

## Подчинение
- в составе 40-й, 1-й гвардейской, 24-й, 65-й, 5-й танковой и 5-й ударной армий, в конце марта 1944 — мае 1945 – 28-й армии.

## Награды и наименования
| Награда                            | Дата                 | За что награждена |
| ---------------------------------- | -------------------- | --- |
| Почётное звание Гвардейская        | 4 мая 1943 года      | присвоено приказом Народного комиссара обороны СССР за проявленную отвагу в боях за Отечество с немецкими захватчиками, за стойкость, мужество, дисциплину и организованность, за героизм личного состава;                                                                           |
| Почётное наименование «Иловайская» | 8 сентября 1943 года | присвоено приказом Верховного Главнокомандующего в ознаменование одержанной победы и за отличие в боях с немецкими захватчиками при освобождении города Иловайска; |
| Орден Красного Знамени             | 2 июля 1944 года     | награждена указом Президиума Верховного Совета СССР от 2 июля 1944 года за образцовое выполнение заданий командования в боях с немецкими захватчиками при прорыве сильно укрепленной обороны немцев, прикрывающей Бобруйское направление и проявленные при этом доблесть и мужество. |
| орден Ленина                       | 23 июля 1944 года    | награждена указом Президиума Верховного Совета СССР от 23 июля 1944 года за успешное выполнение заданий командования в боях с немецкими захватчиками при освобождении города Минск, проявленные при этом доблесть и мужество.                                                        |
| Орден Суворова II степени          | 26 апреля 1945 года  | награждена указом Президиума Верховного Совета СССР от 26 апреля 1945 года за образцовое выполнение заданий командования в боях с немецкими захватчиками при разгроме группы немецких войск юго-западнее Кёнигсберга и проявленные при этом доблесть и мужество.                     |

Награды частей дивизии:
- 291-й гвардейский стрелковый Краснознамённый[5] полк;
- 293-й гвардейский стрелковый Краснознамённый[6] ордена Суворова[5] полк;
- 295-й гвардейский стрелковый Гумбиненский[7] Краснознамённый[8] полк;
- 234-й гвардейский артиллерийский ордена Суворова[5] полк;
- 111-й отдельный гвардейский сапёрный ордена Богдана Хмельницкого[9] батальон

## Отличившиеся воины
За мужество и отвагу 13 752 воинов дивизии награждены орденами и медалями СССР,

5 удостоены звания Героя Советского Союза.
 Герои Советского Союза.
- Бараболкин, Дмитрий Фёдорович, гвардии старший лейтенант, командир роты 291-го гвардейского стрелкового полка.
- Волошин, Андрей Максимович, полковник, командир 295-го гвардейского стрелкового полка.
- Дубинда, Павел Христофорович, гвардии старшина, командир взвода 293 гвардейского стрелкового полка. Кавалер ордена Славы трёх степеней.
- Свиридов, Александр Андреевич, гвардии полковник, командир 293-го гвардейского стрелкового полка.
- Филипповский, Иван Митрофанович, гвардии капитан, командир стрелкового батальона 293-го гвардейского стрелкового полка.

 Кавалеры ордена Славы трёх степеней:
- Гульев, Пётр Павлович, гвардии старший сержант, командир отделения 96 отдельной гвардейской разведывательной роты.
- Дубинда, Павел Христофорович, гвардии старшина, старшина роты 293 гвардейского стрелкового полка.Герой Советского Союза.
- Ефремов, Александр Иванович, гвардии сержант, командир отделения взвода пешей разведки 291 гвардейского стрелкового полка. Погиб в бою в феврале 1945 года.
- Кораблинов, Василий Константинович, гвардии старший сержант, наводчик 76-мм пушки 293 гвардейского стрелкового полка.
- Овчинников, Николай Власович, гвардии сержант, командир отделения 96 гвардейской разведывательной роты. Погиб в бою 6 февраля 1945 года.
- Папуча, Василий Макарович, гвардии старший сержант, наводчик 76-мм пушки 293 гвардейского стрелкового полка.
- Сорокин, Дмитрий Тимофеевич, гвардии старшина, командир орудийного расчёта 234 гвардейского артиллерийского полка.

## См.также
- 258-я стрелковая дивизия (2-го формирования)